# Prison Riot
Prison Riot è un videogioco di avventura dinamica pubblicato nel 1990 per Amstrad CPC, Commodore 64 e ZX Spectrum dalla Players Premier, un'etichetta economica dell'editore britannico Interceptor Micro's. È ambientato in una rivolta carceraria ed è simile alla serie di Joe Blade, un precedente successo della Players.

## Modalità di gioco
Il giocatore controlla un agente introdotto nella prigione per sedare la rivolta, catturando uno a uno i sette capirivolta. L'ambiente è un labirinto di stanze e luoghi all'aperto con visuale di lato, dove i personaggi si muovono in orizzontale, e passano da una schermata all'altra attraverso i lati dello schermo o porte e finestre trasversali. L'aspetto dei personaggi è caricaturale e la visuale sull'azione è monocromatica, di colore variabile a seconda del luogo (su Commodore 64 varia anche il colore di sfondo).
L'edificio è pieno di detenuti incappucciati e si possono incontrare anche trappole e detenuti che lanciano tegole dal tetto. Il contatto con i detenuti o gli oggetti pericolosi riduce l'energia del protagonista, che ha una sola vita. L'agente è armato di fucile per eliminare i detenuti, ma con munizioni limitate. Può inoltre saltare ed eliminare i nemici colpendoli con calci in testa mentre salta. Gli oggetti che si possono trovare e raccogliere comprendono ricariche di munizioni, chiavi per aprire certe porte, cibo per recuperare l'energia, stivali che aumentano temporaneamente la velocità. Nell'edificio si aggirano anche alcune guardie in tenuta antisommossa che stanno dalla parte del giocatore e aiutano a eliminare i nemici.
I capirivolta si trovano sui tetti e quando l'agente li raggiunge si deve risolvere un rompicapo entro un tempo limite per catturarli. Si tratta di una griglia di 3x3 lettere che devono comporre la parola "porridge", inizialmente rimescolata in modo sempre più difficile; il giocatore può far scorrere una alla volta le righe e le colonne della griglia. Superato il rompicapo, si deve accompagnare il caporivolta all'estremità del tetto, dove viene prelevato con una piattaforma aerea.